# Гундремминген
Гундремминген (нем. Gundremmingen) — община в Германии, в земле Бавария.
Подчиняется административному округу Швабия. Входит в состав района Гюнцбург. Население составляет 1568 человек (на 31 декабря 2010 года). Занимает площадь 10,84 км².
На территории коммуны расположена АЭС Гундремминген.